# Bruno Mathieu

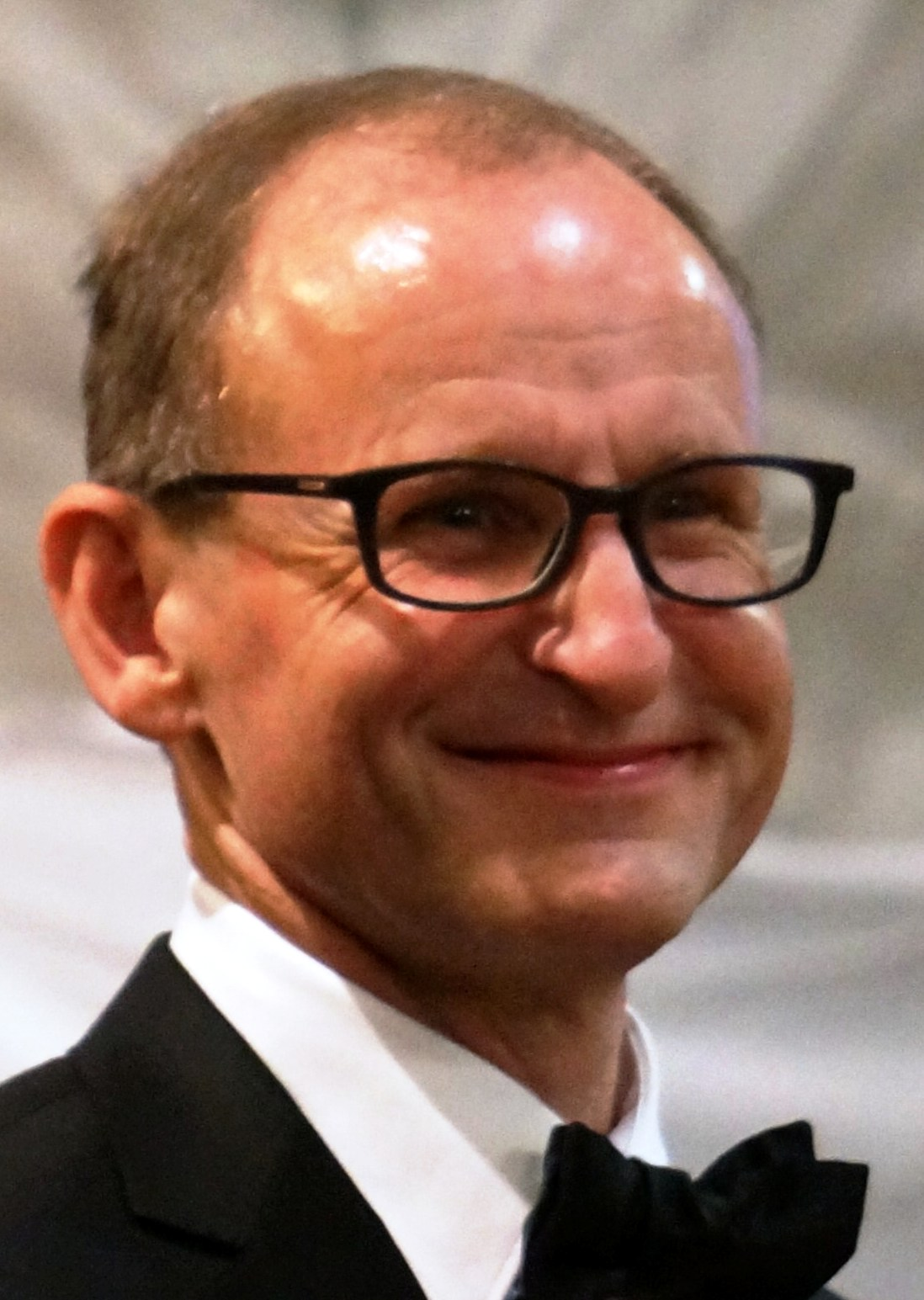
2014

Bruno Mathieu (* 23. März 1958)  ist ein französischer Organist.

## Leben
Mathieu studierte Orgel bei Jean Langlais und Marie-Claire Alain. Er ist derzeit Organist von Saint Justin in Levallois-Perret. Neben seiner ausgedehnten Konzerttätigkeit in ganz Europa unterrichtet er Orgel am Conservatoire de Paris XXème.

## Kompositionen
- Fantaisie (Delatour France)
- Te Deum (Delatour France)
- Petite Suite Sotte pour Piano (Delatour France)
- Volute Trinitaire pour orgue (Delatour France)
- Poème Mystique (orchestre symphonique)

## Diskografie
- Louis Vierne: Orgelsymphonien 3 und 6 (Naxos)
- Jean Langlais: Suite Médiéval (Naxos)
- Marcel Dupré: Symphonies
- Olivier Messiaen: La Nativité (Delatour France)
- Johann Sebastian Bach: 6 Triosonaten (Delatour France)
- Louis Vierne: 2ème Symphonie
- Marcel Dupré: 3 préludes et fugues op. 7 (Delatour France)